# Relic Hunter
Relic Hunter is een Engels-Canadese televisieserie, met in de hoofdrollen Tia Carrere en Christien Anholt. Actrice Lindy Booth speelde mee in de eerste twee seizoenen; Tanja Reichert verving haar voor de derde seizoen. De serie is geïnspireerd door het videospel Tomb Raider.
Ze liep voor drie seizoenen in de Verenigde Staten van 1999 tot 2002. Na 66 afleveringen werd het contract niet meer verlengd. In Groot-Brittannië en Ierland werd de serie uitgezonden op Sky1 en in Canada op Citytv en Space.
In Nederland is het complete tweede seizoen uitgebracht op dvd in een box met vier dvd's, uitgebracht door Dutch FilmWorks. Verder zijn negen afleveringen uit het eerste seizoen verspreid over drie losse volumes uitgebracht in januari 2006. Delen vier en vijf met daarop aflevering tien tot en met twaalf en dertien tot en met vijftien stonden gepland maar zijn uiteindelijk nooit uitgebracht.

## Rolverdeling
Sydney Fox en Nigel Bailey waren de enige personages die in alle 66 afleveringen in de serie optraden.
- Tia Carrere als Sydney Fox (seizoen 1-3)
- Christien Anholt als Nigel Bailey (seizoen 1-3)
- Lindy Booth als Claudia (seizoen 1-2)
- Tanja Reichert als Karen Petrushky (seizoen 3)